# Skorpione
Die Skorpione (Scorpiones) sind eine Ordnung der Spinnentiere (Arachnida). Weltweit sind, je nach Zuordnung, zwischen 1750 und 2500 Arten bekannt, wovon nur etwa 25 als für Menschen potentiell tödlich gelten. Skorpione erreichen Körpergrößen zwischen 9 Millimetern bei der Art Typhlochactas mitchelli und 21 Zentimetern beim Kaiserskorpion (Pandinus imperator) und Hadogenes troglodytes. Sie leben vorwiegend in sandigen oder steinigen Böden oder in Bodennähe der Tropen und Subtropen, Wüsten und Halbwüsten. Wenige Arten sind kletternde Baumbewohner, Wanderer oder Höhlenbewohner und halten sich als Kulturfolger in der Nähe menschlicher Behausungen auf.

## Bau der Skorpione

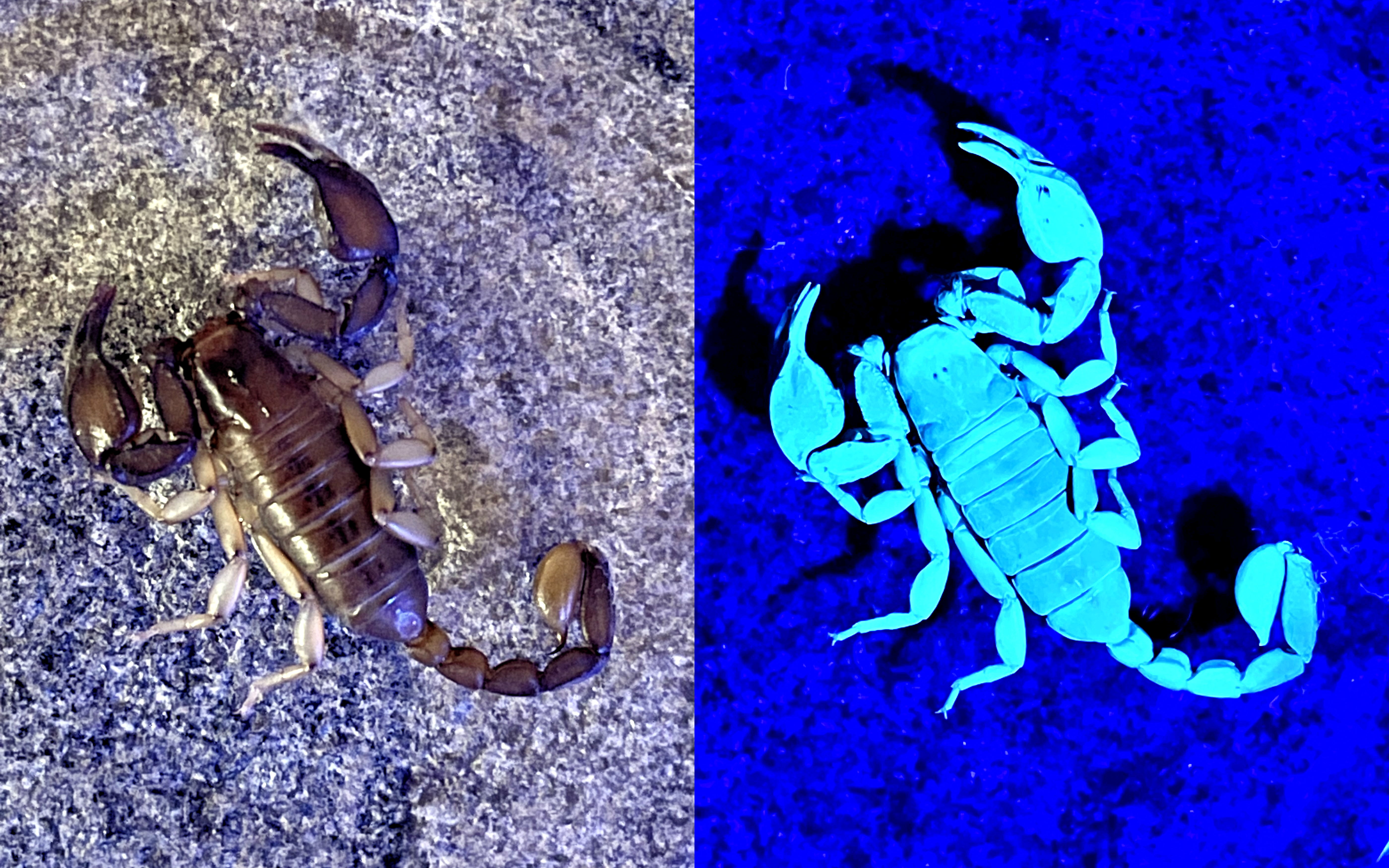
Euscorpius carpathicus unter normalem und unter UV-Licht

### Äußere Anatomie
Der Körper der Skorpione ist undeutlich in einen Vorderkörper (Prosoma) und einen deutlich zweigeteilten Hinterleib (Opisthosoma) gegliedert. Das Opisthosoma besteht aus einem breiten Teil, dem Mesosoma, sowie einem schwanzartig verlängerten Metasoma.
Der Vorderkörper besteht aus sechs Segmenten und trägt die Extremitäten. Zu ihnen gehören die relativ kleinen, dreigliedrigen Kieferklauen (Chelicere), denen die auffallend großen Pedipalpen folgen. Diese sind zu großen Fangarmen ausgebildet, die am Ende in einer Schere enden. Skorpione sind in der Lage, mit ihren kräftigen Scheren Erdgänge und Höhlen zu graben. Außerdem dienen die Scheren zum Fang und Festhalten der Beute, meist andere Gliederfüßer oder kleinere Wirbeltiere. Die Cheliceren dienen zur Nahrungszerkleinerung und arbeiten gegen die Basen der Pedipalpen und der nachfolgenden beiden Laufbeinpaare, welche zusammen die untere Begrenzung des Mundraumes bilden (Gnathobasis).

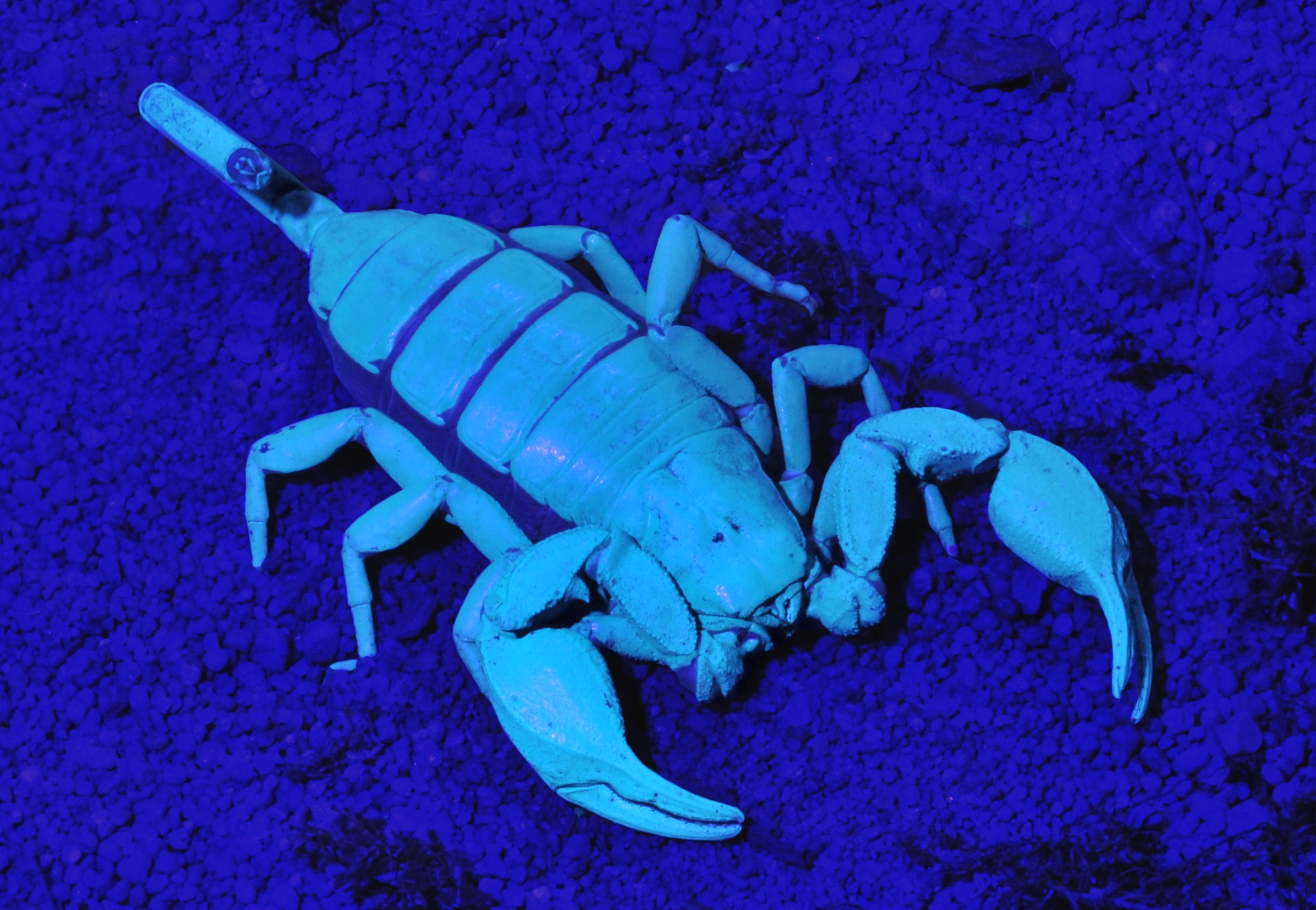
Euscorpius italicus unter UV-Licht

Den scherenbesetzten Pedipalpen folgen vier Laufbeinpaare. Das zweite Hinterleibssegment der Skorpione trägt die Genitalplatten und im hinteren Bereich auffällige kammartige Strukturen, die als Kammorgan (Pecten) bezeichnet werden. Im Hinterleib sitzt, wie bei den Webspinnen, die Fächerlunge. Der Anus liegt im fünften Hinterleibssegment.
Der Hinterleib, das Opisthosoma, besteht aus Chitinringen, die untereinander beweglich verbunden sind. Dadurch sind sie formfest und erhalten zugleich eine extreme Beweglichkeit. Bei der Fortbewegung wird dieser Teil aufrecht über dem Körper der Skorpione getragen. Das Opisthosoma weist 13 Segmente auf, von denen die letzten 5 Segmente wie bei den Seeskorpionen (Eurypteriden) zu schmalen Ringen verengt sind und das Metasoma bilden. Dieses Metasoma trägt das Telson (Endstachel und Giftblase). Größere Beutetiere werden mit einem Stich durch den Stachel getötet.
Ihre Beute nehmen die Skorpione im Wesentlichen durch ihre Spaltsinnesorgane wahr. Ein Skorpion erkennt eine grabende Schabe an den Vibrationen aus 50 Zentimetern Entfernung. Die Augen der Skorpione eignen sich nur zum groben Orientieren (Sonnenstand, Mondschein etc.). Diese nervöse Leistung wird durch eine Kette von Ganglien, der Bauchganglienkette, erbracht, die bei Webspinnen bereits zum Bauchganglion verschmolzen ist. Der Vorderkörper ist außerdem mit einem großen medialen Augenpaar und bis zu fünf kleineren Punktaugenpaaren ausgestattet.
Die Cuticula der Skorpione fluoresziert bei Bestrahlung mit Ultraviolettstrahlung. Dabei werden eingelagerte β-Carboline und 7-Hydroxy-4-methylcoumarin angeregt. Mit Hilfe entsprechender Lampen können die Tiere daher bei Dunkelheit leicht entdeckt werden. Auch nach dem Ableben der Tiere bleibt dieser Effekt erhalten.

### Innere Anatomie
Wie bei allen Gliederfüßern setzen die Muskeln der Skorpione an den Innenflächen sowie an Spangen des Chitinskeletts an. Sie sind innerviert durch Nerven, die von einem zentralen Bauchmark mit sieben Nervenknoten (Ganglien) ausstrahlen. Neben dem Bauchmark gibt es außerdem ein Gehirn aus zwei großen Ganglien, welche im Kopfbereich liegen und den Schlundbereich umspannen.
Das Verdauungssystem beginnt mit einem Mundbereich, welcher mit einem muskulösen Schlund ausgestattet ist. Dieser funktioniert wie eine Pumpe, der die vorverdaute Nahrung in den Mund saugt, von wo sie dann in den Vorder- und Mitteldarm geleitet wird. Die Verdauung erfolgt im Mitteldarm, in den mehrere Drüsen münden, die die erforderlichen Enzyme wie Amylasen, Proteasen und Lipasen produzieren. Als Speicherorgan dient ein großes Hepatopankreas (entspricht einer Kombination aus Leber und Bauchspeicheldrüse), das bis zu 20 Prozent des Körpergewichts der Tiere ausmachen kann. Die Speicherung der Nährstoffe erfolgt als Glykogen. Die Metabolismusrate der Tiere ist sehr gering, und die Nahrung kann sehr effektiv verwertet werden, außerdem können Skorpione mit einer Nahrungsaufnahme bis zu einem Drittel ihres eigenen Körpergewichts aufnehmen. Durch diese Anpassungen können Skorpione bis zu 12 Monate hungern.
Die Exkretion erfolgt, wie bei anderen Gliederfüßern auch, über Malpighische Gefäße, die in den Darm im Bereich des Übergangs zwischen Mitteldarm und Enddarm enden und die Stickstoffverbindungen in diesen abgeben. Diese Exkretion erfolgt mit nur sehr geringem Wasserverlust, die Stoffe werden als Harnsäure mit dem Kot abgegeben.
Das Blutgefäßsystem ist mit Ausnahme des dorsalen Herzschlauchs offen, das Blut (Hämolymphe) flottiert entsprechend frei im Körper und in den Blutsinus im Gewebe der Tiere. Die Atmung erfolgt über Buchlungen, die an der Unterseite der Skorpione als Einfaltung der Cuticula vorhanden sind. In diesen wird der Sauerstoff in die Hämolymphe abgegeben.
Die Gonaden sind bei beiden Geschlechtern paarig als ein Netzwerk von Schläuchen angelegt, welches sich auf den ersten Blick nicht unterscheiden lässt. Die Männchen produzieren in ihren Hodenschläuchen Spermien, die in besonderen Organen (Paraxialorgan) zu Spermatophoren verpackt werden. Die Weibchen produzieren Eier, die artspezifisch mit oder ohne Dottervorrat angelegt werden. Bei den apoikogenischen Eiern existiert ein Dotter, der von den Embryonen als Nahrung genutzt wird, die Jungskorpione aus katoikogenischen Eiern greifen stattdessen mit ihren Cheliceren nach speziellen Futterdivertikeln im weiblichen Uterus und werden auf diese Weise ernährt.

## Verbreitung und Lebensraum
Skorpione finden sich weltweit auf allen Kontinenten mit Ausnahme der Antarktis. In Amerika reicht ihr Verbreitungsgebiet von Südkanada bis ins südliche Südamerika. In Europa findet man sie mit einer nördlichen Verbreitung bis in den Süden und Osten Österreichs und der Schweiz sowie bis in den Süden Tschechiens. In Österreich handelt es sich hierbei um die Arten Alpiscorpius germanus (Deutscher Skorpion), Alpiscorpius ypsilon, Alpiscorpius gamma (Gammaskorpion), Euscorpius tergestinus (Triestiner Skorpion) und in der Schweiz um die Arten Alpiscorpius alpha, Alpiscorpius beta, Alpiscorpius germanus und Polytrichobothrius italicus (Italienischer Skorpion). Aus Tschechien ist Euscorpius tergestinus bekannt.
In Großbritannien und Neuseeland wurden Skorpione als Neozoen eingeschleppt. Der Schwerpunkt liegt aber in tropischen und subtropischen Regionen. Die größte Artenvielfalt findet sich in den mexikanischen Wüstengebieten.
Die Tiere finden sich in den meisten Lebensräumen wie Wüsten und Halbwüsten, in der grasbewachsenen Savanne, in tropischen Wäldern, an Küsten in der Gezeitenzone, vereinzelt auch in Höhlen. Viele graben sich in den Untergrund ein, während manche Arten in Bäumen leben. Alacran tartarus ist ein Höhlenbewohner und kann bis zu 800 Metern unter der Oberfläche gefunden werden.
Die meisten Arten sind aber bodenlebend und werden nach McDaniels 1968 in vier Grundtypen aufgeteilt:
- Psammophile Skorpione sind an sandige Habitate angepasst. Sie sind auf diesem Untergrund sehr schnelle Läufer und gut gegen Austrocknung geschützt.
- Lithophile Skorpione leben bevorzugt in Felslebensräumen und sind meist flach gebaut, damit sie sich gut zwischen Steinen bewegen können.
- Grabende Skorpione leben vor allem unterirdisch in selbst gegrabenen Höhlen. Sie verlassen diese nur zur Jagd und zur Fortpflanzung.
- Wandernde Skorpione wechseln ihren Lebensraum und sind entsprechend wenig an bestimmte Verhältnisse angepasst.

Skorpione gelten traditionell als in trockenen Lebensräumen gedeihende Tiere, doch sind viele Arten auf eine hohe Luftfeuchtigkeit angewiesen.

## Lebensweise

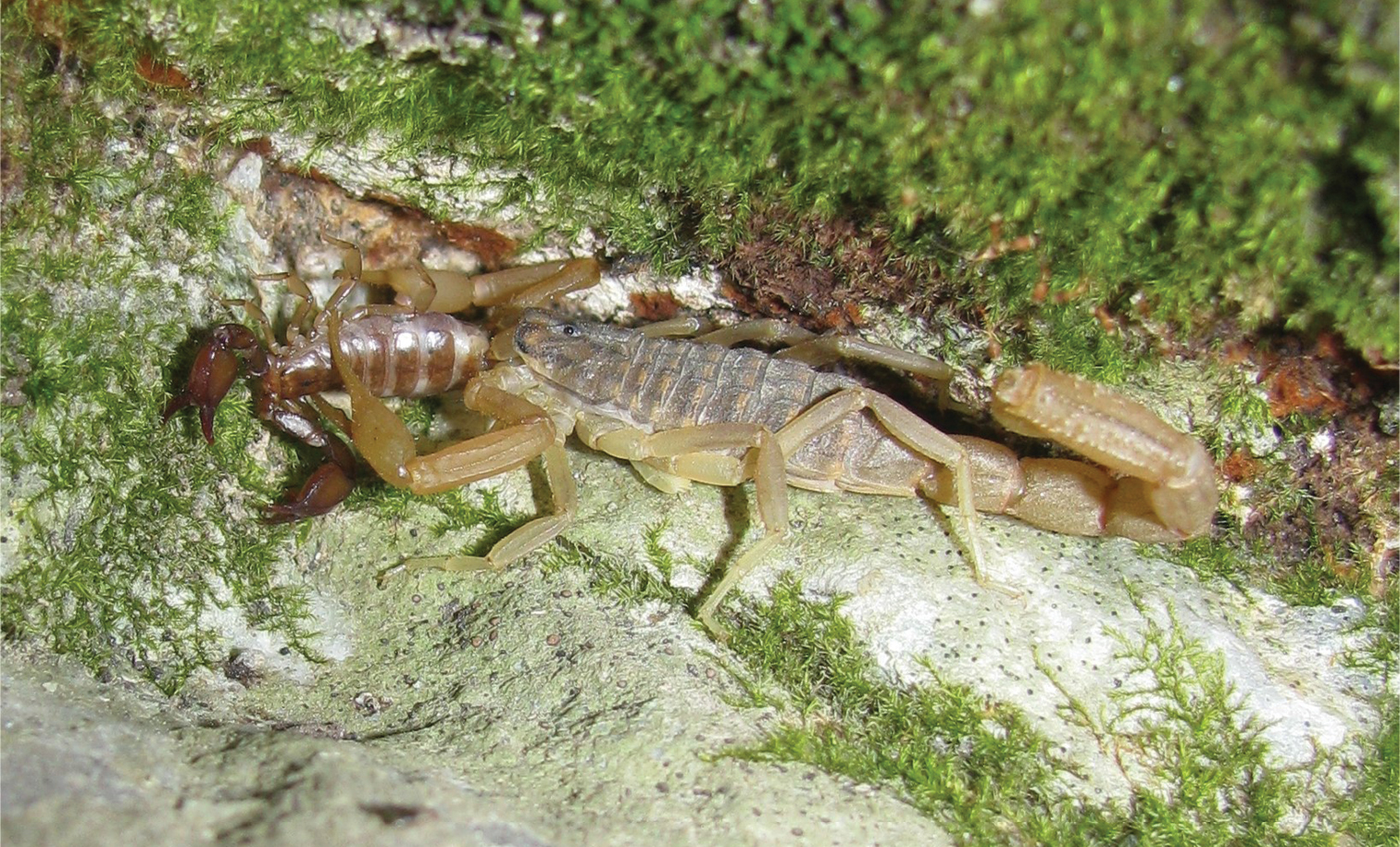
Mesobuthus gibbosus beim Verzehr eines Skorpions der Art Euscorpius avcii

### Ernährung
Skorpione ernähren sich von diversen wirbellosen Tieren wie Insekten (Insecta) oder Spinnentieren (Arachnida), seltener auch von Schnecken oder kleinen Wirbeltieren wie Nagern, Schlangen und Eidechsen. Die Nahrungswahl ist dabei artspezifisch mehr oder weniger ausgeprägt, nur die Art Isometroides vescus gilt als Nahrungsspezialist und ernährt sich ausschließlich von wenigen grabenden Spinnenarten.
Skorpione sind überwiegend nachtaktiv. Die meisten Arten lauern ihrer Beute in der Nähe ihrer Höhle oder anderer Unterschlupfmöglichkeiten auf. Einige Arten sind in der Lage, auch fliegende Insekten zu fangen. Auch aktive Jäger gibt es unter den Skorpionen, dabei handelt es sich meist um schlanke Tiere mit sehr starken Skorpiongiften. Beim Beutefang werden die beiden Pedipalpen als Greifzangen eingesetzt; falls sich das Opfer nicht schon dadurch wehrunfähig machen lässt, kommt der Stachel zum Einsatz, der in weniger als einer Sekunde über den Kopf hinweg geführt wird und Gift in das Beutetier injiziert. Mit den Kieferklauen wird es nun zerkleinert, während gleichzeitig Enzyme die Nahrung vorverdauen. Der flüssige Nahrungsbrei wird dann durch den Schlund in den Darm gesaugt. Der Fressvorgang kann mehrere Stunden in Anspruch nehmen.
Viele Skorpione sind in der Lage, für längere Zeit (manche Arten sogar ein bis zwei Jahre) ohne Nahrung auszukommen, da ihr Ruhestoffwechsel kaum Energie verbraucht.

### Fressfeinde und Verteidigung

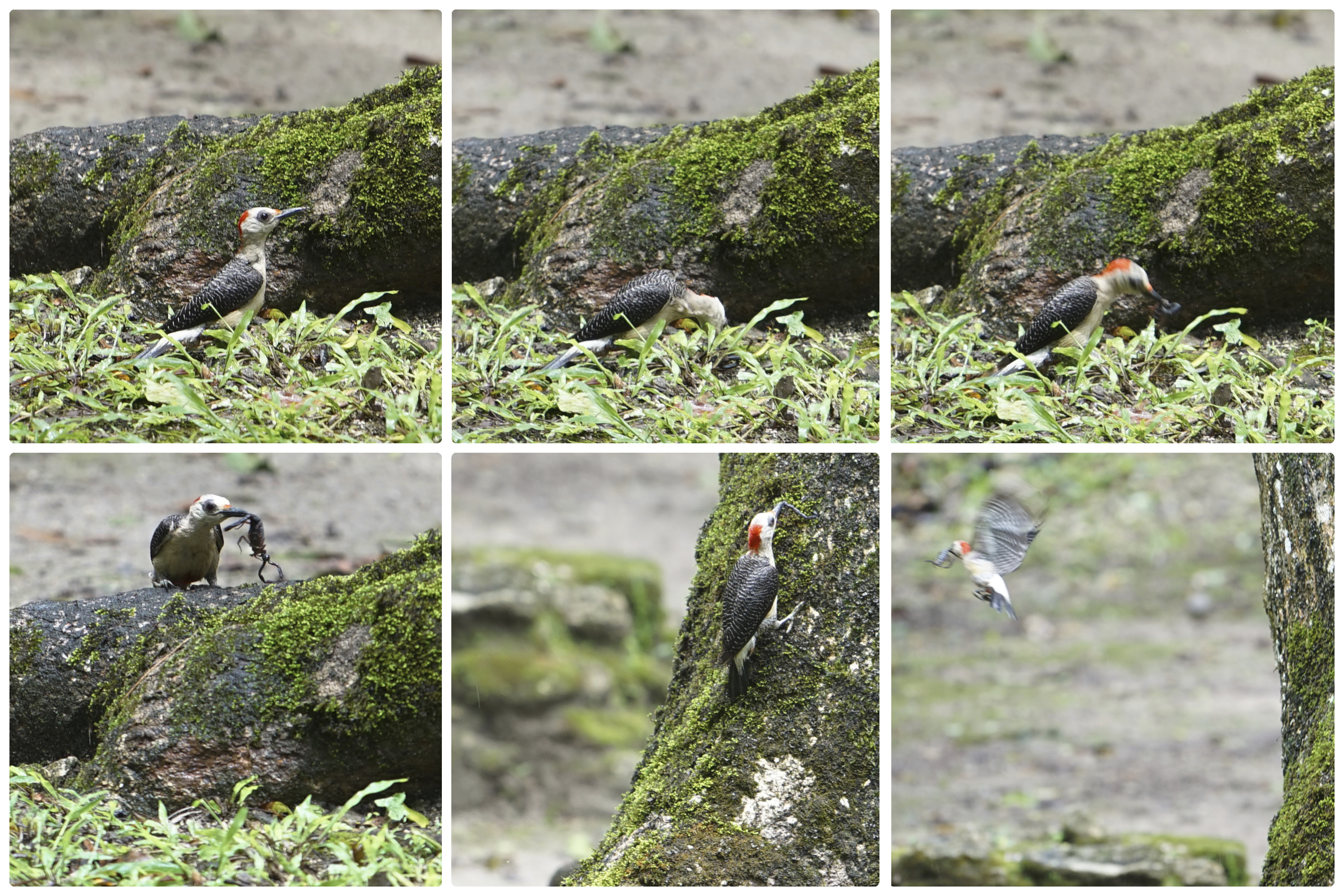
Melanerpes santacruzi erbeutet einen Skorpion (Belize)

Skorpione sind eine beliebte Beute für verschiedene Vögel (vor allem Eulen), Eidechsen, Schlangen, große Frösche und Säugetiere. Außerdem jagen viele Skorpione selbst andere Skorpione, sowohl der eigenen Art als auch andere Arten, und auch unter größeren Gliederfüßern haben sie Feinde wie Hundertfüßer, Walzenspinnen und Webspinnen.

Skorpion in Drohhaltung

Um sich gegen Fressfeinde zur Wehr zu setzen, besitzen Skorpione mehrere Abwehrmechanismen. Die auffälligste Verteidigung ist die Ausstattung mit einem Giftstachel und einem hochpotenten Gift, welches in der Giftdrüse im letzten Körpersegment produziert wird und bei den meisten Skorpionen aus zwei Komponenten besteht: Einer zum Töten von Gliederfüßern als Nahrung und einer gegen Wirbeltiere zur Verteidigung. Je nach Art wirkt das Gift entweder neuromuskulär (unter anderem bei Centruroides spp. und Parabuthus spp.) oder kardiovaskulär (unter anderem bei Buthus spp., Mesobuthus spp. und Androctonus spp.). Für das Vergiftungsgeschehen selbst sind besonders die neurotoxischen Bestandteile relevant.
Das Gift der meisten Skorpione ist in der Regel für große Wirbeltiere nur wenig gefährlich. Wie einführend benannt besitzen allerdings einige wenige Arten Gifte, die auch bei Menschen zu potentiell tödlichen kardialen und zentralnervösen Symptomen führen können. Dies betrifft etwa 10 Prozent aller Stichunfälle, wobei insbesondere Ältere, (Klein-)Kinder sowie Kranke besonders gefährdet sind. Regionen, in denen es gehäuft zu (tödlichen) Stichunfällen kommt sind etwa Mexiko oder auch der Iran. Besonders starke Gifte finden sich bei Vertretern der Buthidae (LD50-Wert zwischen 0,25 ppm (Millionstel Teilen) und 4,25 ppm bei der Maus). Jährlich sterben weltweit je nach Quelle etwa 1000 bis 5000 Menschen durch Skorpionstiche.
Einige Tierarten haben sich auf Skorpione soweit spezialisiert, dass sie gegen die Gifte immun sind oder Verhaltensweisen besitzen, die es ihnen ermöglichen, dem Stich zu entgehen. Ihre nächtliche Lebensweise und ihr Verhalten, sich fast immer in Verstecken aufzuhalten, vermeidet außerdem den Kontakt mit potenziellen Feinden.

### Sozialverhalten
Die meisten Skorpione sind Einzelgänger, die mit anderen Skorpionen nur in der Zeit nach der Geburt, als Jäger oder Gejagte sowie zur Paarungszeit zusammentreffen.
Einige Arten zeigen jedoch ein ausgeprägtes Sozialverhalten. So gibt es Arten, die gemeinsam im gleichen Unterschlupf überwintern und dazu Aggregationen bilden. Bei einigen Arten, etwa dem Kaiserskorpion (Pandinus imperator), bleibt auch die Bindung zwischen den Jungskorpionen eines Wurfes bestehen, und sie bilden Familiengruppen, die sogar gemeinsam jagen.

## Fortpflanzung und Entwicklung
Zu den wichtigsten Voraussetzungen für die Besiedlung des extrem trockenen Lebensraumes gehört die Gewährleistung der Fortpflanzung und somit der Schutz der Eier und Spermien vor Austrocknung.

### Paarung und Paarungstanz
Die Männchen der Skorpione legen die Spermien in einen dafür gebildeten Behälter, die Spermatophore, ab. Diese bietet den Spermien einen Schutz vor äußeren Einflüssen. Da die meisten Arten jedoch in sehr trockenen Gegenden leben, ist auch dieser Schutz allein nicht ausreichend, wenn die Spermatophore nicht innerhalb kürzester Zeit vom Weibchen aufgenommen wird. Der „Hochzeitstanz“ der Skorpione dient dieser Funktion. Ein solcher wurde auch in dem Walt-Disney-Film Die Wüste lebt gezeigt.
Zur Paarungszeit verströmen die Weibchen Sexuallockstoffe (Pheromone), die die Männchen zu ihnen führen. Haben die Männchen eines gefunden, versuchen sie durch Zuckbewegungen (juddering), dieses in Paarungsstimmung zu versetzen. Hat das Männchen seine Partnerin „überredet“, greifen sie sich an den Scheren, und der manchmal Stunden andauernde Paarungstanz beginnt. Zu Beginn des Paarungstanzes halten sich die Männchen vieler Skorpionarten nicht nur mit den Scheren am Weibchen fest. Sie stechen ihren Giftstachel in die dünne Haut am Scherenarm des Weibchens. Vermutet wird eine Stimulation des Weibchens; es ist jedoch nicht geklärt, ob das Männchen dem Weibchen auch Gift einspritzt.
Beim Paarungstanz führt das Männchen das Weibchen manchmal über viele Meter und versucht mit den Kammorganen (Pectines) auf der Bauchseite einen geeigneten Ablageplatz für seine Spermatophore zu finden. Hat es ihn ertastet, verharrt es kurz und setzt die Spermatophore ab. Dann zieht es das Weibchen darüber hinweg, so dass das Sperma direkt in dessen Genitalporus eindringen kann. Damit ist der Tanz beendet, und die Partner trennen sich schnell – manchmal endet er allerdings auch mit dem Verzehr des Gatten (Kannibalismus). Beide Geschlechter können sich in ihrem Leben mehrmals verpaaren, wobei Weibchen der Buthidae auch bei Paarungen beobachtet wurden, während sie die Brut der letzten Paarung noch auf dem Rücken trugen.

### Entwicklung

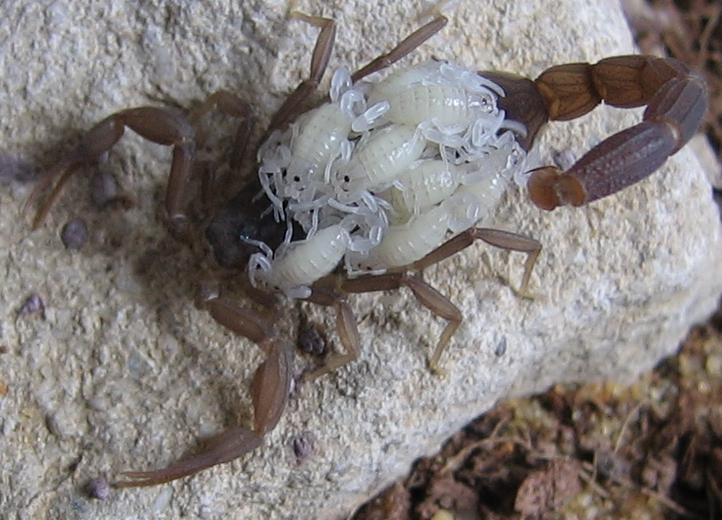
Compsobuthus werneri, Weibchen mit Jungen

Nach einigen (bis zu zwölf) Monaten gebiert das Weibchen lebende Junge (Viviparie), die Eier werden also bereits im Uterus „ausgebrütet“. Die Anzahl der jungen Skorpione kann artspezifisch zwischen 2 und über 100 betragen. Die Jungskorpione sind bei der Geburt weiß, und jedes ist einzeln von einer Embryohaut, dem Chorion, umschlossen. Nachdem sich die Jungskorpione aus dieser befreit haben, steigen sie auf den Rücken der Mutter, die sie bis zur ersten Häutung herumträgt. Die erste Häutung erfolgt je nach Art und äußeren Bedingungen nach 1 bis 51 Tagen. In dieser Zeit sind die Weibchen besonders aggressiv. Die Ernährung der Jungskorpione erfolgt in dieser Zeit durch körpereigene Reserven, Flüssigkeit bekommen sie durch die Rückenhaut der Mutter.
Nach der ersten Häutung verlassen die Jungen ihre Mutter und sind auf sich selbst gestellt. Die weitere Entwicklung läuft über mehrere, meist fünf bis acht, weitere Häutungen. Danach sind die Tiere geschlechtsreif. Nach dem Erreichen dieser Geschlechtsreife finden keine weiteren Häutungen mehr statt.

## Gefährdung
Gegenwärtig stehen drei Arten der Skorpione auf der Roten Liste der International Union for Conservation of Nature and Natural Resources (IUCN): Isometrus deharvengi, ein höhlenbewohnender Skorpion aus Vietnam, sowie Chiromachus ochropus und Lychas braueri, zwei Endemiten der Seychellen. Drei Arten, der Kaiserskorpion (Pandinus imperator) sowie Pandinus dictator und Pandinus gambiensis werden in Anhang II des Washingtoner Artenschutzübereinkommens geführt und sind Exportkontrollen unterworfen.

## Stammesgeschichte

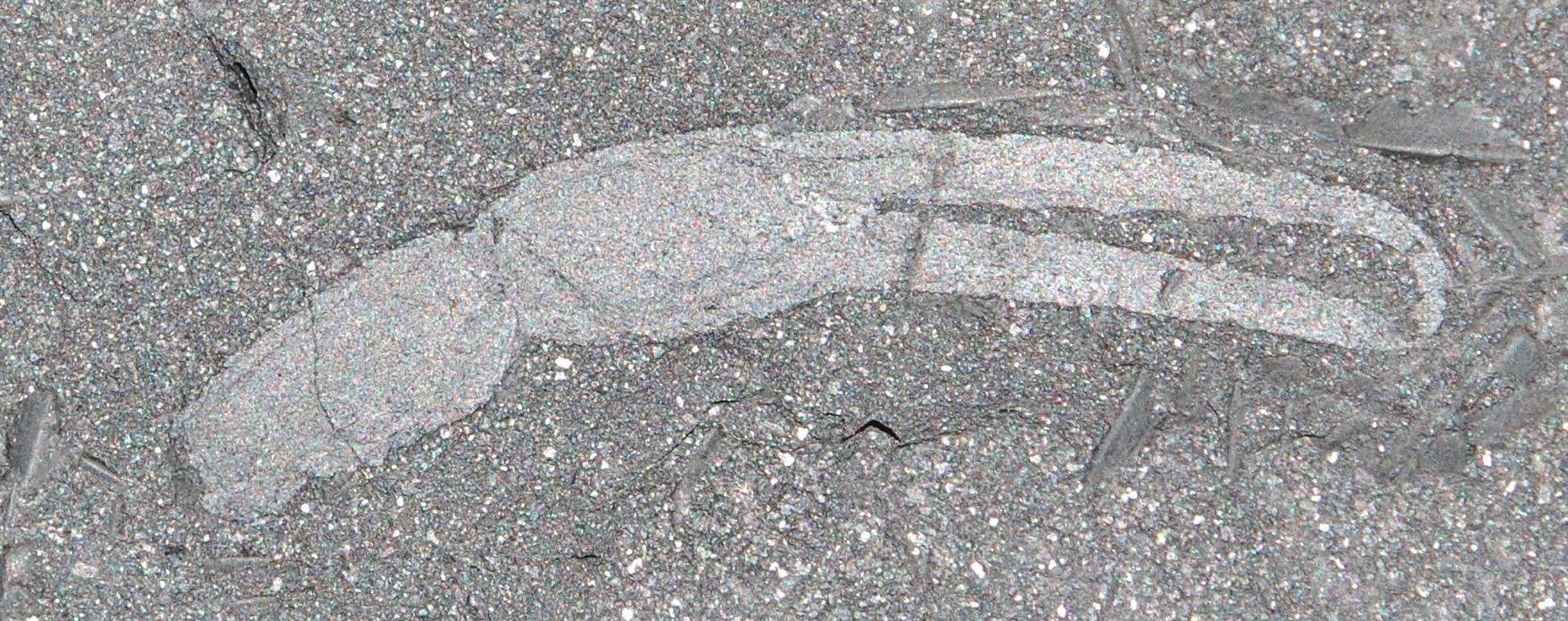
Greifzange des 350 Millionen Jahre alten Fossils Gondwanascorpio emzantsiensis aus Makhanda, Südafrika

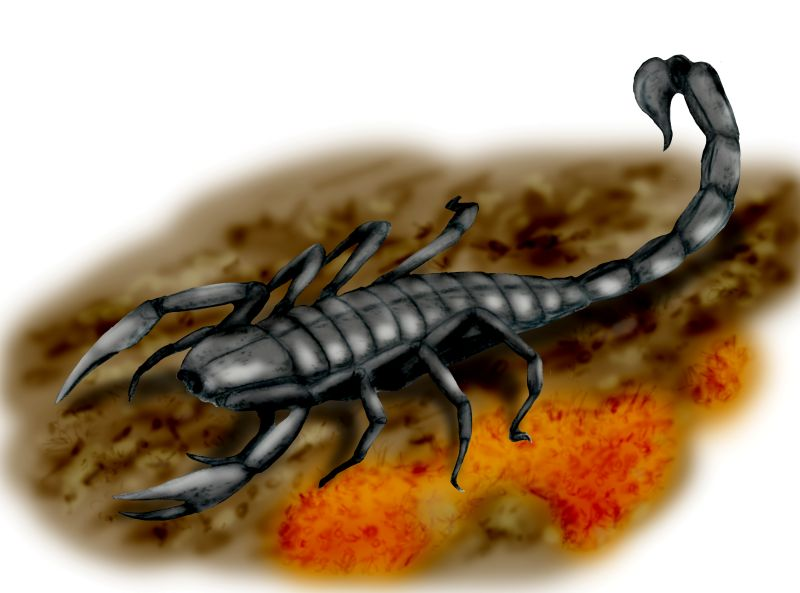
Pulmonoscorpius kirktonensis aus dem Mississippium (frühes Karbon) von Schottland

Als Landbewohner mit einer relativ dünnen Chitinschicht hinterlassen Skorpione nur sehr selten Fossilreste, entsprechend wenig ist bekannt über die Evolution der Tiere. Die meisten Erkenntnisse stammen aus der phylogenetischen Forschung. So kann aufgrund der Position der Skorpione an der Basis der Spinnentiere davon ausgegangen werden, dass die Skorpione von marinen Formen abstammen, die zugleich die Stammarten der an den Meeresküsten lebenden Pfeilschwanzkrebse (Xiphosura) und der ausgestorbenen Seeskorpione (Eurypterida) gewesen sein dürften. Alle meereslebenden Arten benutzten noch Kiemen zur Atmung, die bei den Pfeilschwanzkrebsen an der hinteren Innenseite von Extremitäten angelegt waren. Die Fächerlungen der Skorpione sind aus den Kiemen ihrer Vorfahren hervorgegangen.
Erste Fossilien eindeutig landlebender Skorpione fanden sich aus dem späten Silur vor etwa 430 bis 390 Millionen Jahren. Diese frühen Arten waren wahrscheinlich amphibisch lebende Formen, die mit Kiemen ausgestattet und an das Leben an den Meeresküsten und im Tidenbereich angepasst waren.
Eine Aufsplitterung der Formen begann ebenfalls zu dieser Zeit und war im Devon bzw. spätestens im Karbon vor etwa 325 Millionen Jahren bereits abgeschlossen. Aus dieser Zeit sind Fossilien beinahe aller heute lebenden Skorpionstaxa bekannt, von denen die größten mehr als 85 Zentimeter lang wurden.
Die Skorpione stellen die ursprünglichste Gruppe innerhalb der Spinnentiere dar und werden entsprechend als Schwestergruppe aller anderen Spinnentiere angesehen.
Lorenzo Lustri von der Universität Lausanne gelang es 2024 die Abstammung der Kieferklauenträger rückzuverfolgen. 100 Exemplare des 5–10 mm großen in Marokko gefundenen, Setapedites abundantis benannten, auf 478 Mio. Jahre alt datierten Fossils ermöglichten das.

## Systematik

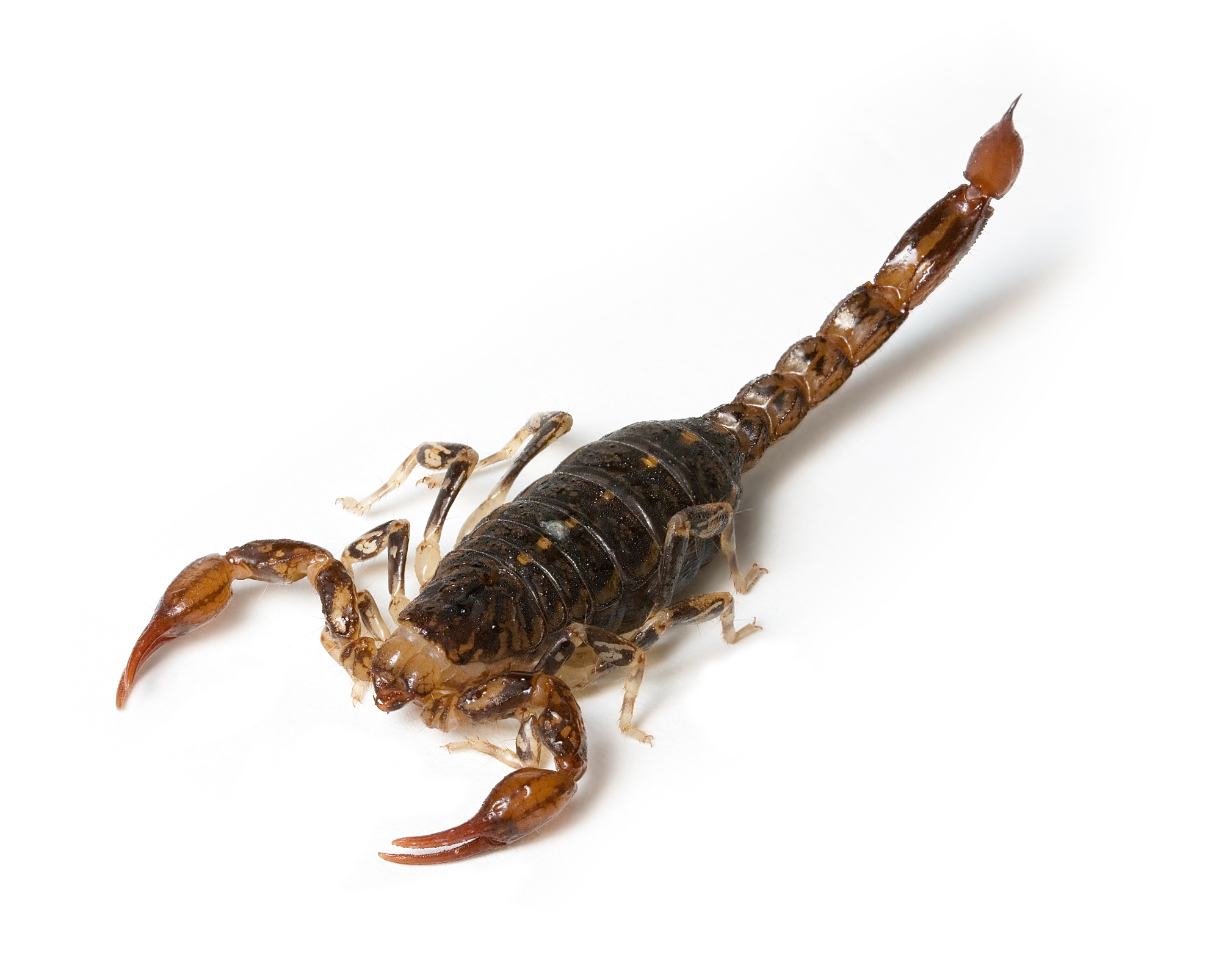
Cercophonius squama aus der Familie der Bothriuridae

Die systematische Einteilung der Skorpione erfolgt auf der Basis von morphologischen Eigenschaften wie der Anzahl und Verteilung der Trichobothrien, der Form des Sternums, der Mundstrukturen, der Bezahnung der Cheliceren, der Gestaltung der Beine, des Telson und vielen weiteren Merkmalen. Daneben spielen Besonderheiten der Embryologie sowie der inneren Anatomie eine Rolle.
Aktuell werden die heute lebenden Skorpione meist in 13 Familien und jeweils mehrere Gattungen aufgeteilt (nach Fet et al. 2000):
- Bothriuridae Simon, 1880
  - 14 Gattungen
- Buthidae C.L. Koch, 1837
  - 99 Gattungen, u. a.
  - Karasbergia Hewitt, 1913
  - Lychas C.L. Koch, 1845
  - Parabuthus Pocock, 1890
  - Uroplectes Peters, 1861
- Caraboctonidae Kraepelin, 1905
  - Caraboctonus Pocock, 1893
  - Hadruroides Pocock, 1893
  - Hadrurus Thorell, 1876
- Chactidae Pocock, 1893
  - 11 bis 16 Gattungen
- Chaerilidae Pocock, 1893
  - Chaerilus Siemon, 1877
- Euscorpiidae Laurie, 1896
  - 14 Gattungen, u. a.
  - Euscorpius Thorell, 1876
  - Alpiscorpius 2019
- Hemiscorpiidae Pocock, 1893
  - 12 Gattungen
- Iuridae Thorell, 1876
  - Calchas nordmanni Birula, 1899
  - Iurus dufoureius Brullé, 1832
- Microcharmidae Lourenço, 1996
  - Microcharmus Lourenço, 1995
  - Neoprotobuthus Lourenço, 2000
- Pseudochactidae Gromov, 1998
  - Aemngvantom 2012
  - Pseudochactas Gromov, 1998
  - Troglokhammouanus
- Scorpionidae Latreille, 1802
  - Heterometrus Ehrenberg, 1828
  - Opistophthalmus C. L. Koch, 1837
  - Pandinus Thorell, 1876
  - Scorpio Linnaeus, 1758
- Superstitioniidae Stahnke, 1940
  - Superstitioniidae Stahnke, 1940
- Vaejovidae Thorell, 1876
  - 23 Gattungen

Die Buthidae sind die größte Familie der Skorpione (Scorpiones) mit 1.352 Arten in 99 Gattungen (Stand: 28. März 2023). Zu dieser Familie gehören auch die meisten gefährlich giftigen Arten. Eine weitere Familie, die nur durch Akrav israchanani bekannten Akravidae, ist vermutlich in der zweiten Hälfte des 20. Jahrhunderts ausgestorben. Ebenso die Gattung Electrochaerilus der Familie Chaerilidae.

## Mensch und Skorpione

### Volksmedizin
Als Bild sollten Skorpione den bösen Blick abwenden, weshalb man ihr Bildnis auf Lampen und anderen Gegenständen finden kann. Als Talisman soll ein Skorpion die Stadt Emesa in Vorderasien vor echten Skorpionen und Schlangen beschützt haben.
Als giftiges Tier fand der Skorpion unterschiedlichste Verwendungen in der Volksmedizin. Nach Megenberg konnten Skorpionsasche, in Wein getrunken, und Skorpionsöl, mit dem man die Stichstellen einreiben musste, gegen das Gift der Tiere helfen. Das „Skorpenöl“ wurde gewonnen, indem man lebende Skorpione in Olivenöl tauchte und dieses dann erhitzte. Mit diesem Öl sollten sich verschiedenste Beschwerden heilen lassen, darunter Wunden, Koliken, Gicht und Ohrenschmerzen. In Tirol verwendete man das Öl sogar gegen Harnwegsbeschwerden und die Pest sowie gegen Bienen- und Wespenstiche. Die Galle der Skorpione wurde gegen Augenleiden und zur Hautverschönerung eingesetzt.
Im Aberglauben und der Volksmedizin spielt der Skorpion vor allem aufgrund seines Giftes in einigen Völkern eine große Rolle. Konrad von Megenberg beschrieb die Tiere in seinem Buch der Natur als
„eine Schlangenart, welche ein gar zartes Gesicht hat, dem Antlitz einer keuschen Jungfrau zu vergleichen. Wer vom Skorpion vergiftet wird, hat noch drei Tage Zeit, ehe er sterben muß.“
Er führt seine Beschreibung weiter, indem er von zweistachligen Skorpionen berichtet, von denen Aristoteles berichtet hat. Unter den Schweinen soll das Gift nur schwarze Schweine sicher töten; die Giftwirkung werde noch beschleunigt, wenn diese ins Wasser gingen. Beim Menschen greife der Skorpion zudem nur behaarte Körperstellen an und steche niemals in die hohle Hand. Ein weiteres Kuriosum weiß Konrad von Megenberg zu berichten:
„Wenn man einen Skorpion in Öl ertränkt und bei Sonnenlicht Essig auf ihn gießt, wird er sofort wieder lebendig. Das Öl verstopft nämlich die kleinen Öffnungen an seinem Leibe, die beim Menschen Schweißlöcher und lateinisch Pori heißen. Der Essig dagegen öffnet beim Skorpion die Poren wieder.“
Weitere interessante Geschichten waren über die Entstehung der Skorpione verbreitet. Im Altertum gab es nach Otto Kellers Antike Tierwelt die Vorstellung, Skorpione erwüchsen aus gestorbenen Krokodilen oder (nach Plinius) aus begrabenen Seekrebsen, wenn die Sonne das Sternbild des Krebses durchwandert. Nach Paracelsus entstanden Skorpione aus verfaulenden Artgenossen, die sie dadurch töteten. Ähnlich ist die Vorstellung, dass sich die Jungskorpione aus dem Bauch der Mutter herausfressen.
Im deutschen Aberglauben soll der Skorpion nachts fliegen und alles, was er berührt, vertrocknen lassen. Als Sternbild Skorpion taucht das Tier bereits in Kalenderzeichnungen der Babylonier auf. In der Wahrsagerei bedeutete der Skorpion einen frühen Tod.

### Skorpione in der Kulturgeschichte

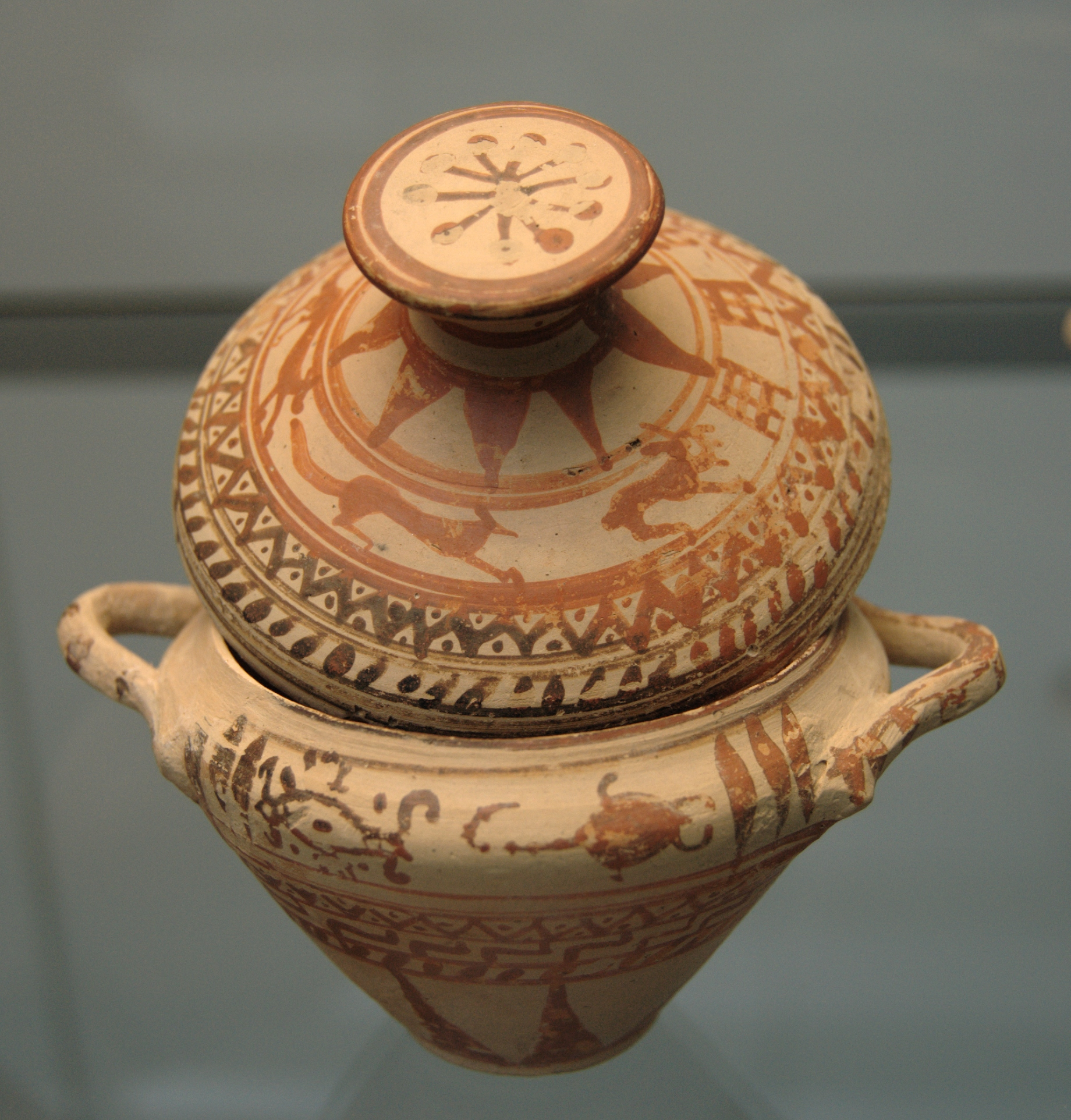
Ein Skorpion auf der Gefäßschulter einer kleinen attisch-orientalisierenden Schüssel. Um 680 v. Chr. Staatliche Antikensammlungen

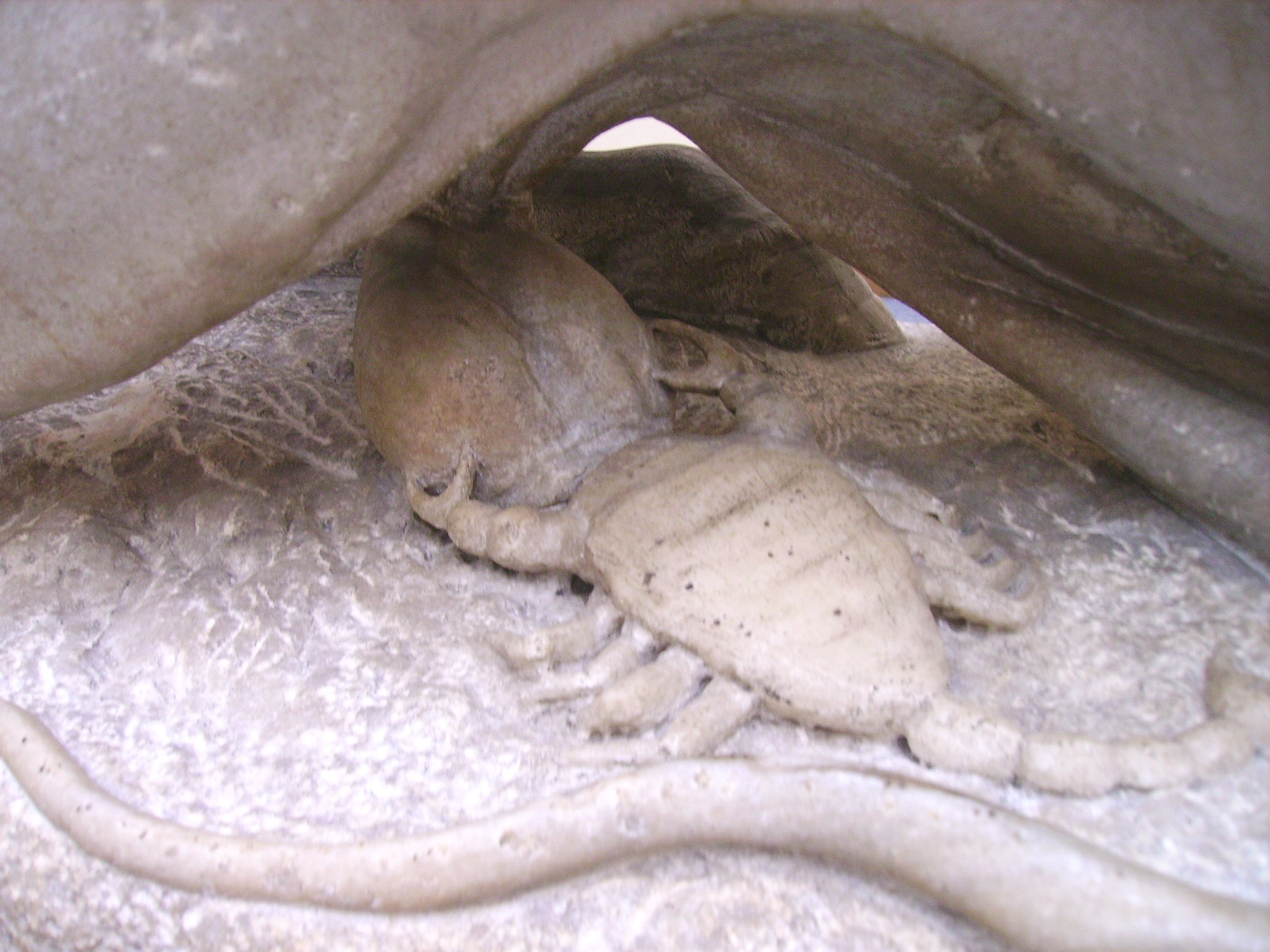
Ein Skorpion kneift in die Hoden des Mithrasstieres. Römische Statue, 2. Jahrhundert, British Museum.

Skorpione spielen in der Kulturgeschichte seit Jahrtausenden eine Rolle. Sie werden in Sagen und Mythen meist als gefährliche, todbringende Wesen dargestellt. Skorpion I. ist der früheste namentlich bekannte König Altägyptens, womit sozusagen zu Beginn der Menschheitsgeschichte ein Skorpion steht.
Bereits das sumerische Gilgamesch-Epos erzählt von Skorpionmenschen, deren Oberkörper Menschengestalt und Unterkörper Skorpionsgestalt hat. Als der Held Gilgamesch den Berg Mâschu betritt, stellen sich ihm ein solcher Skorpionmann und eine Skorpionfrau in den Weg, deren „Furchtbarkeit ungeheuer ist, deren Anblick Tod ist“. Sie bewachen dort den Aus- und Einzug der Sonne. Noch nie hat es ein Mensch gewagt, diesen Weg zu gehen, doch Gilgamesch gelingt es, die Skorpione zu überzeugen, ihn vorbeizulassen.
Die ägyptische Mythologie kennt die Göttin Selket, welche stets mit einem Skorpion auf dem Kopf dargestellt wird. Sie verfügt über magische Heilkräfte und bewahrt vor Skorpionsstichen, weshalb sie in entsprechenden Schutzzaubern angerufen wird. Als die Göttin Isis von Seth bedroht wird, sendet sie sieben Skorpione aus, um sie vor ihm zu schützen. Hededet hat den Unterkörper eines Skorpions. Auch der punische Heilgott Schadrapa wurde mit Schlange oder Skorpion dargestellt.
In der griechischen Mythologie bringt die wütende Göttin Artemis einen Skorpion hervor, der den Jäger Orion mit einem Stich tötet. Beide werden daraufhin zusammen als Sternenbilder an den Himmel versetzt. Ihre Feindschaft lebt dort weiter, denn man sieht die zwei Sternbilder nie zur gleichen Zeit.
Auch in der biblischen Offenbarung des Johannes treten Skorpione während der Apokalypse auf. Die fünfte Posaune ruft Heuschrecken hervor, die eine Kraft erhalten, „wie sie Skorpione auf der Erde haben.“ (Offb 9,3 ). Der von ihnen verursachte Schmerz wird mit dem eines stechenden Skorpions (Offb 9,5 ) verglichen, denn sie besitzen Schwänze mit Stacheln wie die Skorpione und setzen diese ein, um den Menschen fünf Monate lang zu schaden (Offb 9,10 ).
„Oh, full of scorpions is my mind“ sagt MacBeth in Shakespeares Drama (Akt III, Szene 2) nach dem heimtückischen Dolchmord. Gottlieb Konrad Pfeffels Gedicht Skorpion und Hirtenknabe warnt vor bösen Menschen. Anna Elisabet Weirauch schrieb Der Skorpion (1919), Anna-Leena Härkönen (siehe Regine Pirschel) Der traurige Skorpion (1989). Bruna Surfistinhas Das süsse Gift des Skorpions (2007) behandelt Prostitution. Hinrich Matthiesens Der Skorpion (2015) ist ein Krimi. Skorpionstiche kommen vor in John Steinbecks Novelle Die Perle und den Filmen Das blaue Paradies (1982) oder Die letzte Mätresse (2007). Skorpione eignen sich mit Blick auf altägyptische Mythologie bzw. das gleichnamige Sternbild für Fantasy – wie auch Science Fiction – Werke. In Filmtiteln steht das Wort für Aktion, gepaart mit Heimtücke, auch in Verbindung mit Sexualität: Der goldene Skorpion (1921), Der blonde Skorpion (1958), Der Schwanz des Skorpions (1971), Sasori – Scorpion (1972), Scorpio, der Killer (1973), Hungrige Skorpione (1985, siehe Julia Kent (Schauspielerin)), Red Scorpion (1989), Die Jagd nach dem goldenen Skorpion (1991), Der Skorpion (1997), Bichhoo (2000), Der schwarze Skorpion (2000), Im Bann des Jade Skorpions (2001), The Scorpion King (2002), Der Stich des Skorpion (2004), Scorpion – Der Kämpfer (2007), Scorpion (Fernsehserie, seit 2014). In Rote Laterne (1991) hat die Intrigantin „das Gesicht eines Buddhas, aber das Herz eines Skorpions.“ Im Actionfilm Drive zeigt die Jacke des agilen, einsamen Helden einen Skorpion am Rücken. Krimis zitieren auch die Fabel vom Skorpion und dem Frosch: Der Skorpion lässt sich vom Frosch über den Fluss tragen und verspricht, er steche ihn nicht, sonst stürben sie ja beide. Dann tut er es doch: So sei eben seine Natur.

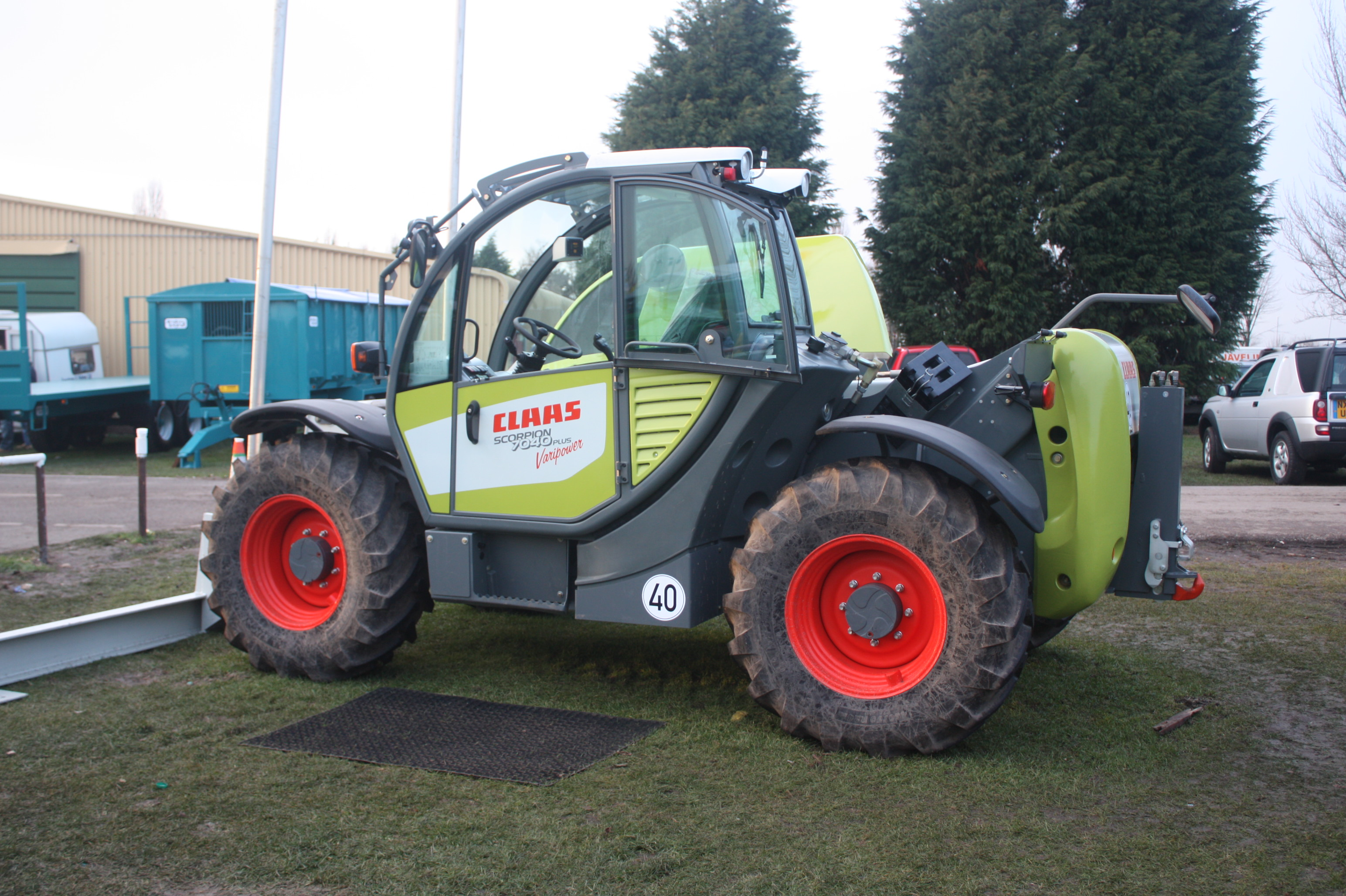
Teleskoplader Claas Scorpion 7040

Skorpion oder englisch Scorpion ist ein Name für Motorräder (MZ Skorpion), Autos (Skorpion (Automarke), Scorpion (Humberstone), Scorpion (Innes Lee), Ford Scorpio, Mahindra Scorpio), Jagdflugzeuge (Suchoi Su-25, EADS Scorpio, Textron AirLand Scorpion), eine Maschinenpistole, Panzer (Scorpion, Minenwurfsystem Skorpion), Kampfschiffe (z. B. die Scorpion) und ein antikes Geschütz. Scorpions heißen Sportvereine und Rockbands, Cor Scorpii eine Metal-Band. Seltener ist skorpionähnliche Bauweise einer Maschine namensgebend, wie beim Teleskoplader Claas Scorpion, dem Tauchroboter ROV Scorpio oder einem Gehroboter. Namensgebungen zur Raumfahrt spielen wohl auf das Sternbild Skorpion an, z. B. Richard Morgans Roman Skorpion (2007), der Film Stunde des Skorpions (1968).

### Gesetzliche Regelung
Das nordrhein-westfälische Gifttiergesetz reglementiert seit dem 1. Januar 2021 die Haltung von allen Arten der Gattungen Androctonus, Apistobuthus, Buthacus, Buthus, Centruroides, Hottentotta (Buthotus), Leiurus, Mesobuthus, Odonthobuthus, Parabuthus und Tityus sowie die Arten der Gattungen Bothriurus, Hemiscorpius und Nebo einschließlich ihrer Unterarten und Kreuzungen.

#### Gesamtdarstellungen
- Arachne – das Fachmagazin für Spinnentiere. Deutsche Arachnologische Gesellschaft. Druck und Papier Meyer, Scheinfeld 1.1995ff. ISSN 1613-2688.
- M. E. Braunwalder: Scorpiones. Fauna Helvetica. Bd 13. CSCF/SZKF, Neuchâtel 2005, ISBN 2-88414-025-5.
- J. Leeming: Scorpions of Southern Africa. Struik Publishers, Cape Town 2003, ISBN 1-86872-804-8.
- Dieter Mahsberg, R. Lippe, S. Kallas: Skorpione. Natur und Tier-Verlag, Münster 1999, ISBN 3-931587-15-0.
- Gary A. Polis (Hrsg.): The Biology of Scorpions. Stanford University Press, California 1990, ISBN 0-8047-1249-2.
- P Weygoldt: Chelicerate, Spinnentiere. in: Wilfried Westheide, Rieger (Hrsg.): Spezielle Zoologie. Teil 1. Einzeller und Wirbellose Tiere. Gustav Fischer Verlag, Stuttgart 1997, Spektrum Akademischer Verlag, Heidelberg 2004, ISBN 3-8274-1482-2.
- Günter Schmidt: Skorpione und andere Spinnentiere. Landbuch-Verlag, Hannover 1992, 1996, 1999, ISBN 3-7842-1313-8.

#### Spezielle Literatur
- W. Bücherl: Classification, Biology and Venom Extraction of Scorpions. in: Wolfgang Bücherl, Eleanor E.Buckley: Venomous Animals and their Venoms. Academic Press, New York 1971, pp. 317–348, ISBN 0-12-138902-2.
- V. Fet, W. D. Sissom, G. Lowe & M. E. Braunwalder: Catalog of the Scorpions of the World (1758–1998). The New York Entomological Society, New York 2000, ISBN 0-913424-24-2.
- E. N. Kjellesvig-Waehring: A restudy of the fossil Scorpionida of the World. in: Palaeontographica Americana. Palaeontological Research Institution, Ithaca / New York 55.1986, pp. 1–287, ISSN 0078-8546.
- E. E. Ruppert, R. S. Fox, R. P. Barnesm: Invertebrate Zoology – A functional evolutionary approach. (Kap. 18.) Brooks/Cole 2004, S. 565, ISBN 0-03-025982-7.
- M. E. Soleglad, V. Fet: High-level systematics and phylogeny of the extant scorpions (Scorpiones: Orthosterni). in: Euscorpius. (nur elektronische Resource) Marshall University, Huntington / W. Va. 11.2003, pp. 1–175 (Download).
- Euscorpius

#### Kulturgeschichte
- Hanns Bächtold-Stäubli (Hrsg.): Handwörterbuch des deutschen Aberglaubens. Walter de Gruyter, Berlin 1927–42, 1987, 2000 (Reprint), ISBN 3-11-016860-X.